# David Trim

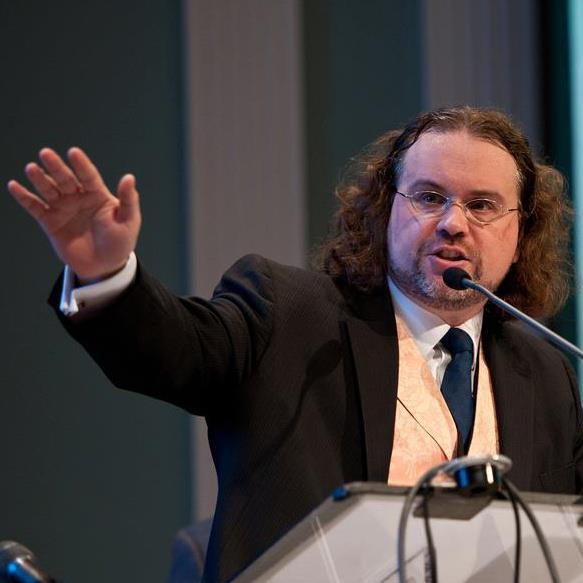
David Trim (2012)

David J. B. Trim (* 13. Oktober 1969 in Bombay, Indien) ist ein britischer Historiker, der sich auf die kulturalistische Militärgeschichte in Europa, insbesondere der Frühen Neuzeit, und die Geschichte der Religion spezialisiert hat. Er war Universitäts-Dozent und ist derzeit Archivar der Weltzentrale der Siebenten-Tags-Adventisten in den Vereinigten Staaten.

## Leben
David Trim wurde als Sohn von adventistischen Missionaren in Bombay geboren und verbrachte seine Kindheit und Schulzeit hauptsächlich in Australien. Er studierte in England am Newbold College (in privater Trägerschaft der adventistischen Kirche) und schrieb seine Dissertation am King’s College London, wo er 2002 den Ph.D. in Geschichte erhielt. Seine Dissertation beschäftigte sich mit den Interventionen von englischen Militärs in kontinentale Kriege im 16. und 17. Jahrhundert (Fighting „Jacob’s Wars“. The Employment of English and Welsh Mercenaries in the European Wars of Religion: France and the Netherlands 1562–1610).
Von 1999 bis 2007 lehrte Trim Geschichte, Hermeneutik und Missionskunde („missiology“) am englischen Newbold College und war Visiting Fellow an verschiedenen angloamerikanischen Universitäten und Institutionen wie der University of Reading, der University of California, Berkeley, der Huntington Library und der Folger Shakespeare Library. 2008 und 2009 bekleidete Trim den Gastlehrstuhl für Geschichte (Walter Utt Chair) am Pacific Union College in Napa Valley (Kalifornien). Seitdem leitet David Trim das Archiv und die Statistik-Abteilung der Weltzentrale der Siebenten-Tags-Adventisten in Silver Spring (Maryland).
David Trim ist seit 2003 Fellow der Royal Historical Society. Er ist Mitherausgeber der Zeitschrift Journal of the Society for Army Historical Research und ist neben Frank Tallett Begründer und Mitherausgeber der Buchreihe Warfare, Society and Culture beim Verlag Pickering & Chatto.
Trim berichtet über seine Forschungsmotivation, er habe schon immer den Einfluss der Religion auf Kriege für wichtig und in der heutigen westlichen Wissenschaft für unterschätzt gehalten; die gängige Erklärung, religiöse Legitimationsmuster hätten nur als verschleiernde Oberfläche für machtpolitische oder ökonomische Interessen gedient, hält er nicht für ausreichend. Deshalb hat Trim sich besonders mit den europäischen Calvinisten um 1600 beschäftigt, die seiner Ansicht nach den Grund für viele Kriege der Zeit boten, da sie sich der herrschenden Ordnung nicht fügten. Aus diesen Ergebnissen schließt Trim auf die Bedrohung durch den islamistischen Terrorismus der Gegenwart und fordert, die Dschihadisten nicht für fanatisch oder wahnsinnig zu erklären, sondern ihre Motivationen nachzuvollziehen und sie dadurch ernstzunehmen.
Er ist verheiratet mit einer Amerikanerin aus Kalifornien.

## Werke (Auswahl)
David Trim hat weder seine Dissertation noch andere Monographien veröffentlicht, die Ergebnisse seiner Forschung aber in neun (mit-)herausgegebenen Sammelbänden und über vierzig Aufsätzen publiziert (Stand Ende 2012). Außerdem schreibt Trim für adventistische Zeitschriften.
- The Context of War and Violence in Sixteenth-Century English Society. (PDF; 1,5 MB) In: Journal of Early Modern History 3 (1999), Nr. 3, S. 233–255 (Volltext-Digitalisat).
- (Hrsg.) The Chivalric Ethos and the Development of Military Professionalism. Brill, Leiden u. a. 2003 (History of Warfare, Bd. 11), ISBN 90-04-12095-5.
- (Hrsg. zusammen mit Peter J. Balderstone) Cross, Crown & Community. Religion, Government and Culture in Early Modern England 1400–1800. Lang, Oxford u. a. 2004, ISBN 3-03910-016-5, ISBN 0-8204-6285-3 (Vorschau bei Google Bücher).
- (Hrsg. zusammen mit Richard Bonney) Persecution and Pluralism. Calvinists and Religious Minorities in Early Modern Europe 1550–1700. Lang, Bern 2006 (Studies in the History of Religious and Political Pluralism, Bd. 2), ISBN 3-03910-570-1.
- (Hrsg. zusammen mit Mark Charles Fissel) Amphibious Warfare 1000–1700. Commerce, State Formation and European Expansion. Brill, Leiden u. a. 2006 (History of Warfare, Bd. 34), ISBN 90-04-13244-9.
- (Hrsg. zusammen mit Richard Bonney) The Development of Pluralism in Modern Britain and France. Lang, Bern 2007 (Studies in the History of Religious and Political Pluralism, Bd. 1), ISBN 978-3-03910-571-7.
- (Hrsg. zusammen mit Daniel Heinz) Parochialism, Pluralism, and Contextualization. Challenges to Adventist Mission in Europe (19th–21st Centuries). Lang, Frankfurt am Main u. a. 2010 (Adventistica, Bd. 9), ISBN 978-3-631-59875-7.
- (Hrsg. zusammen mit Frank Tallett) European Warfare. 1350–1750. Cambridge University Press, Cambridge 2010, ISBN 978-0-521-88628-4 (Vorschau bei Google Bücher).
- (Hrsg. zusammen mit Brendan Simms) Humanitarian Intervention. A History. Cambridge University Press, Cambridge 2011, ISBN 978-0-521-19027-5.
- Humanitarian Intervention. In: Hew Strachan, Sibylle Scheipers (Hrsg.): The Changing Character of War. Oxford University Press, Oxford 2011, ISBN 978-0-19-959673-7, S. 151–166 (Vorschau bei Google Bücher).
- (Hrsg.) The Huguenots. History and Memory in Transnational Context. Essays in Honour and Memory of Walter C. Utt. Brill, Leiden u. a. 2011 (Studies in the History of Christian Traditions, Bd. 156), ISBN 978-90-04-20775-2 (Vorschau bei Google Bücher).
- mit Brendan Simms (Hrsg.): Harfleur to Hamburg: Five Centuries of English and British Violence in Europe. C. Hurst, London 2024, ISBN 978-1-911723-17-2.

## Belege
1. 1 2 3  David Trim. In: Revisiting Postmodernism (Blog der adventistischen Mission), 25. November 2012.
2. 1 2  Vortrag über den Vergleich zwischen militantem Calvinismus der Frühneuzeit und extremem Islamismus der Gegenwart (Flyer (Seite nicht mehr abrufbar, festgestellt im März 2019. Suche in Webarchiven)  Info: Der Link wurde automatisch als defekt markiert. Bitte prüfe den Link gemäß Anleitung und entferne dann diesen Hinweis.; PDF; 105 kB).
3. 1 2 3 4 5  Rachel Davies: Meeting the Team: David Trim. In: Spectrum Magazine (Website), 19. Januar 2010.
4. 1 2  Kurzvorstellung in: Frank Tallett, David J. B. Trim (Hrsg.): European Warfare, 1350–1750. Cambridge University Press, Cambridge 2010, S. 15.
5. ↑  Walter C. Utt Endowed Chair. (Memento des Originals vom 28. September 2012 im Internet Archive)  Info: Der Archivlink wurde automatisch eingesetzt und noch nicht geprüft. Bitte prüfe Original- und Archivlink gemäß Anleitung und entferne dann diesen Hinweis. In: Pacific Union College (Website).
6. ↑  Kurzvorstellung in: The Huguenots. History and Memory in Transnational Context. Essays in Honour and Memory of Walter C. Utt. Brill, Leiden u. a. 2011, S. 12.
7. ↑  General Conference. In: AdventistYearbook.org.
8. ↑  Eintrag (Memento des Originals vom 6. April 2018 im Internet Archive)  Info: Der Archivlink wurde automatisch eingesetzt und noch nicht geprüft. Bitte prüfe Original- und Archivlink gemäß Anleitung und entferne dann diesen Hinweis. (PDF; 229 kB) in der Liste (Buchstabe T, S. 2) auf der Website der Gesellschaft.
9. ↑  Vorstellung (Memento des Originals vom 16. Januar 2013 im Internet Archive)  Info: Der Archivlink wurde automatisch eingesetzt und noch nicht geprüft. Bitte prüfe Original- und Archivlink gemäß Anleitung und entferne dann diesen Hinweis. auf der Website der gleichnamigen Gesellschaft.
10. ↑  Vorstellung (Memento des Originals vom 4. August 2013 im Internet Archive)  Info: Der Archivlink wurde automatisch eingesetzt und noch nicht geprüft. Bitte prüfe Original- und Archivlink gemäß Anleitung und entferne dann diesen Hinweis. auf der Verlagswebsite.
11. ↑  Seine Dissertation ist aber als PDF-Dokument auf der Website des King’s College abrufbar.

| Personendaten    | Personendaten         |
| ---------------- | --------------------- |
| NAME             | Trim, David           |
| ALTERNATIVNAMEN  | Trim, David J. B.     |
| KURZBESCHREIBUNG | britischer Historiker |
| GEBURTSDATUM     | 13. Oktober 1969      |
| GEBURTSORT       | Bombay                |